# 明福寺塔
35°33′14″N 114°32′55″E / 35.55389°N 114.54861°E
明福寺塔位于中国河南省安阳市滑县城关镇，2001年被列为第五批全国重点文物保护单位。
明福寺已毁，仅存寺塔，据建筑风格推测应建于宋代早期。塔为七级楼阁式砖塔，平面呈八边形，高43米。